# ديميتري (كاتب)
ديميتري هو تمثيل صامت ومهرج وكاتب سويسري، ولد في 18 سبتمبر 1935 في أسكونا في سويسرا، وتوفي في 19 يوليو 2016 في Borgnone ‏ في سويسرا.

## وصلات خارجية
- الموقع الرسمي
- ديميتري على موقع IMDb (الإنجليزية)
- ديميتري على موقع مونزينجر (الألمانية)
- ديميتري على موقع ميوزك برينز (الإنجليزية)